# Миннетонка
Ми́ннетонка (англ. Minnetonka) — город в округе Хеннепин, штат Миннесота, США. На площади 73,1 км² (70,3 км² — суша, 2,8 км² — вода), согласно переписи 2009 года, проживают 51 451 человек. Плотность населения составляет 729,7 чел./км².
- Телефонный код города — 952
- Почтовый индекс — 55305, 55343, 55345, 55391 Hennepin co zip code map
- FIPS-код города — 27-43252[1]
- GNIS-идентификатор — 0647949[2]